# Phaeoceros laevis
Phaeoceros laevis és una espècie de planta no vascular del grup de les antocerotes de la família Anthocerotaceae, tot i que la seva taxonomia és dubtosa i també se l'ha inclòs en la família de les Notothyladaceae. El gametòfit creix en forma de tal·lus prostrat d'entre 5 i 15 mil·límetres de gruix, és pla en la seva superfície dorsal i de color verd fosc llustrós. El marge del tal·lus és lleugerament lobulat, ramificat dicotòmicament i pot ser sub-erecte. Les cèl·lules de la superfície dorsal són regulars. L'interior del tal·lus està format per 3-6 capes de cèl·lules parenquimàtiques, grans, irregulars amb espais d'aire intercel·lulars. Les cèl·lules ventrals desenvolupen nombrosos rizoides de parets llises.
La majoria de les cèl·lules del tal·lus, especialment les properes a la superfície, contenen un sol cloroplast de mida gran, com altres espècies de les Antocerotes, tanmateix els esporòfits presenten dos cloroplasts. Comparteixen amb el gènere Anthoceros, l'abundant presència de cavitats intercel·lulars reblertes de mucíl·lag, oberts cap a la superfície ventral per incisions estretes, colonitzades per cianobacteris del gènere Nostoc, amb les quals estableixen una simbiosi, que els proporcionen nitrogen. Són plantes dioiques, (tret que la diferencia de Phaeoceros carolinianus, que és monoica) amb els òrgans sexuals situats a la superfície dorsal. Les plantes masculines són sensiblement més petites que les femenines i formen colònies amb gairebé tota la seva superfície coberta amb cavitats anteridials mentre que les plantes femenines tenen els arquegonis dispersos (de vegades només visibles com a petits punts a la superfície superior) o banyes.
L'esporòfit creix sobre el gametòfit i mesura entre 15 i 25 mil·límetres, la base està rodejada per un involucre de fins a 5 mil·límetres generat pel mateix gametòfit. Les espores són grogues i de superfície papilosa i granular. Presenta elàters grogosos, ramificats i de mida i forma diversa. Per la determinació de l'espècie és necessari observar les espores madures.
És una espècie cosmopolita, present als dos hemisferis, comuna en llocs humits com sòls saturats de camps de conreu, en marges de cursos d'aigua o inclús submergits en ells. Als Països Catalans ha estat trobada al Baix Llobregat, el Montnegre, l'Alt Empordà, Mallorca i Menorca.